# 18189 Медеобалдія
18189 Медеобалдія (18189 Medeobaldia) — астероїд головного поясу, відкритий 24 серпня 2000 року.
Тіссеранів параметр щодо Юпітера — 3,365.